# Chrysobothris jania
Chrysobothris jania es una especie de escarabajo del género Chrysobothris, familia Buprestidae. Fue descrita científicamente por Lotte en 1938.